# Bosin-háború
A Bosin-háború (戊辰戦争, ぼしんせんそう; Bosin szenszó; Hepburn: Boshin sensō, ’a jang föld sárkány évének háborúja’) Japánban vívott polgárháború a 19. század második felében, 1868 és 1869 között, a Tokugava-sógunátus és a császári hatalom visszaállításáért küzdő erők között.
A háború oka a nemesség és a fiatal szamurájok körében terjedő elégedetlenség, Japán kényszerű megnyitása és a bakumacu elleni tiltakozás volt, amely fegyveres konfliktusba torkollott. Egyes nyugati szamurájok szövetsége, melyben a Csósú, a Szacuma és a Tosza birtok tömörült és udvari tisztségviselők irányításuk alá vonták a császári udvart, és jelentős befolyást értek el a császárnál is. Tokugava Josinobu, a regnáló sógun – felismerve a tarthatatlan helyzetet – lemondott politikai hatalmáról a császár javára. Josinobu azt remélte, hogy ezzel megőrzi a Tokugava-ház helyzetét és lehetőséget teremt a későbbi kormányzati szerepvállalásra.
Azonban a császári erők mozgósítása, az edóbeli fanatikusok erőszakoskodásai, valamint egy császári rendelet, amely felhatalmazta a Szacumákat és a Csósúkat a Tokugavák hatalmának eltörlésére, arra késztette Josinobut, hogy hadjáratot indítson a kiotói császári negyed ellen. A hadi helyzet azonban hamarosan számára kedvezőtlen irányt vett, egy kisebb létszámú, de modern tűzfegyverekkel felszerelt császári haderő több ütközetben Edo feladására kényszerítette, magát pedig megadta a császári csapatoknak. Azok, akik lojálisak maradtak a Tokugavákhoz, visszavonultak észak felé Honsúba majd később Hokkaidóra, ahol megalakították az Ezói Köztársaságot. A hakodatei vereséget követően azonban ez a kis erődítmény is elesett, majd a császári hatalom kiterjedt a teljes országra, befejezve ezzel a Meidzsi-restauráció katonai fejezetét.
Körülbelül 120 000 embert mozgósítottak a háború alatt, akik közül mintegy 3500 esett el. A háború végeztével a győztes császárhű erők elvetették kezdeti célkitűzésüket, az európaiak és amerikaiak kiűzését, helyette a modernizálási politika egy változatát folytatták, a korábban a nyugati hatalmakkal megkötött egyenlőtlen szerződések újratárgyalását szem előtt tartva. Mivel Szaigó Takamori, a császári politika vezető személyisége továbbra is jelentős befolyást gyakorolt, a Tokugava-lojalisták kegyelmet kaptak, így több korábbi sógunpárti vezető is befolyásos pozícióhoz jutott az új kormányzatban.
A háború azt bizonyította, hogy a tizennégy éve elkezdett modernizáció még mindig nem haladt a kellő mederben, az egyébként is nagy nyomást gyakorló nyugati hatalmak – főként Nagy-Britannia és Franciaország – komoly zavart keltettek az ország belpolitikájában, amellyel szemben jelentős belső ellenállás keletkezett. Az idő múlásával a háborút romantikusabb köntösbe öltöztették, a Meidzsi-restaurációt „vér nélküli forradalomként” emlegették, amely azonban számos áldozatot követelt.
A háború végével nem múlt el nyomtalanul a nemesi elégedetlenkedés. A következő évtizedben, az 1870-es években öt jelentősebb felkelés tört ki – 1874-ben a szagai felkelés, 1876-ban a Sinpúren-, az azuki és a hagi felkelés, 1877-ben pedig a szacumai felkelés –, de végül mindet leverték a modernebb császári csapatok.

## Történelmi előzmények

### Elégedetlenség a sógunátussal

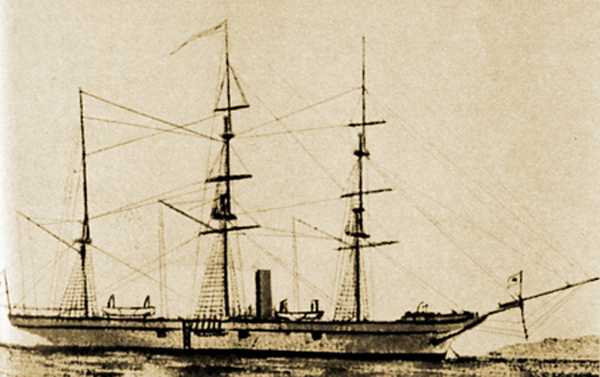
Az 1855-ben épített Kanrin Maru volt Japán első gőzmeghajtású hadihajója. A sógunátus a reformok pártján állt, de a nyugatiakkal kötött egyenlőtlen szerződések egyre nagyobb elégedetlenséget keltettek

A Bosin-háború térképe (1868–1869). A nyugati (déli) hűbérbirtokok (Szacuma, Csósú és Tosza) összefogtak, hogy megdöntsék a sógunátus erőit a Toba-fusimi csatában és ezután az ország egyre nagyobb részét vonták irányításuk alá, utolsónak Hokkaidót elfoglalva

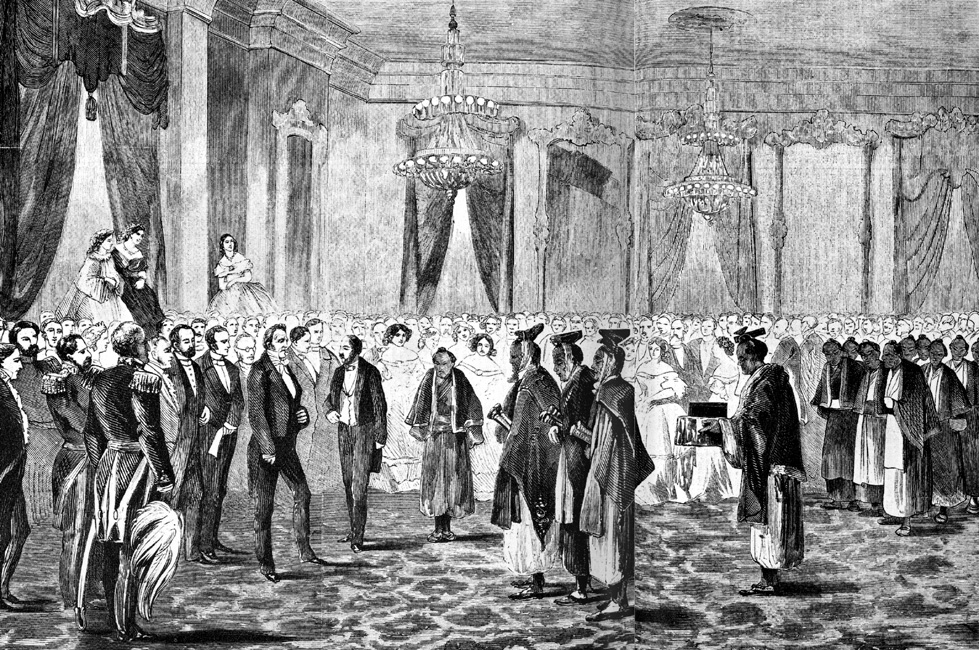
James Buchanan amerikai elnök a Fehér Házban fogadja az első japán küldöttséget, 1860

Az 1854-et megelőző két évszázadban Japán teljesen elzárt volt a külföldiek számára, néhány kivétel mellett nem tartott fenn más országokkal nemzetközi kereskedelmi kapcsolatot sem. Ilyen kivétel volt a Koreával Cusimán, a kínaiakkal a Rjúkjú-szigeteken és a hollandokkal a dedzsimai kereskedelmi telepen keresztül folytatott kereskedelem. Ekként Japánban elterjedhettek a nyugati eredetű tűzfegyverek (muskéták és ágyúk). Míg Japán a bezárkózási politika kezdetén az európai országokkal azonos fejlettségi szinten állt, a 19. századra az ipari forradalom hatására utóbbiak jelentős előnybe kerültek. Korántsem volt ez olyan nagy különbség, hiszen Szagában, a holland tudományok (rangaku) révén már ismerték a távírót, a gőzmeghajtású hajókat, és 1850-ben létrehozták az első nagyolvasztót. Az Ázsiában egyre aktívabb európaiak Japán felé is egyre nagyobb érdeklődést mutattak, különösen a hollandokat kiszorító angolok, akik nagy kereskedelmi lehetőséget sejtettek. Legjobban az amerikaiak érdekében állt az ország megnyitása, akiknek bálnavadász és Kantonba tartó kereskedelmi hajóik számára kívántak kikötőket biztosítani.
Többszöri sikertelen próbálkozás után az amerikai kormány végül az erő alkalmazása mellett döntött. Matthew C. Perry amerikai sorhajókapitány és gőzösökből álló fekete flottájának érkezése belpolitikai válságot idézett elő az országban, ahol egyre többen felismerték az állam gyengeségét és technikai elavultságát. 1854-ben a fenyegetés hatására aláírt kanagavai egyezménnyel Japán megnyílt a világkereskedelem előtt, a gyors fejlődés és nyugatosodás korát elindítva az országban. Perry és az oroszok, angolok, franciák és hollandok által a japánokra kényszerített egyenlőtlen szerződések megalázó feltételeket tartalmaztak, így területenkívüliséget garantáltak a nyugati állampolgároknak, több japán kikötőt megnyitottak, ahol katonákat állomásoztattak és 5%-ban korlátozták a nyugati termékekre kivethető vámot. Ezek miatt hamarosan jelentős belső elégedetlenség jelent meg az országban a sógunátussal szemben, ami a xenofób és radikális szonnó dzsói („tiszteld a császárt és űzd ki a barbárokat”) mozgalomban csúcsosodott ki.
Kómei császár egyetértett ezzel, és az évszázados szokással szakítva aktívan beleavatkozott az államügyekbe: a lehetőségeknek megfelelően kikelt a szerződések ellen és igyekezett beleavatkozni a sóguni cím öröklésébe. Erőfeszítése az általa kiadott 1863-as Parancs a barbárok kiűzésére című császári ediktumban tetőzött. Bár a sógunátusnak nem állt szándékában betartani ezt, mégis többeket a Japánban lévő nyugatiak és a sógunátus megtámadására indított. A leghíresebb támadást Charles Lennox Richardson angol kereskedő ellen hajtották végre, akinek halála miatt százezer font sterling jóvátételt volt kénytelen fizetni a kormányzat. További támadások között volt például a nyugati hajók ágyúzása Simonoszekiben.
1864-ben ezeket sikeresen ellensúlyozták a külföldiek fegyveres megtorlásai, mint Kagosima brit ágyúzása és a több nemzet által végrehajtott ágyúzás Simonoszekiben. 1863-ban Csósú han katonái és xenofób róninok kirobbantották a Hamaguri lázadást, hogy elfoglalják a császári udvarnak helyt adó Kiotót, de a leendő sógun, Tokugava Josinobu vezette erő visszaverte őket. A sógunátus ezen túlmenően büntetőhadjáratot rendelt el a rebellis han ellen, amely harc nélkül meghódolt. Ennek hatására a Csósú vezetés és a sógunátus közötti belső ellentétek egyelőre lecsillapodtak. A következő évben azonban a Tokugavák elvesztették a tényleges irányítást az ország jelentős része felett, ahogy a helyi daimjók elkezdték figyelmen kívül hagyni az Edóból érkező utasításokat és kérdéseket.

### Külföldi katonai segítség

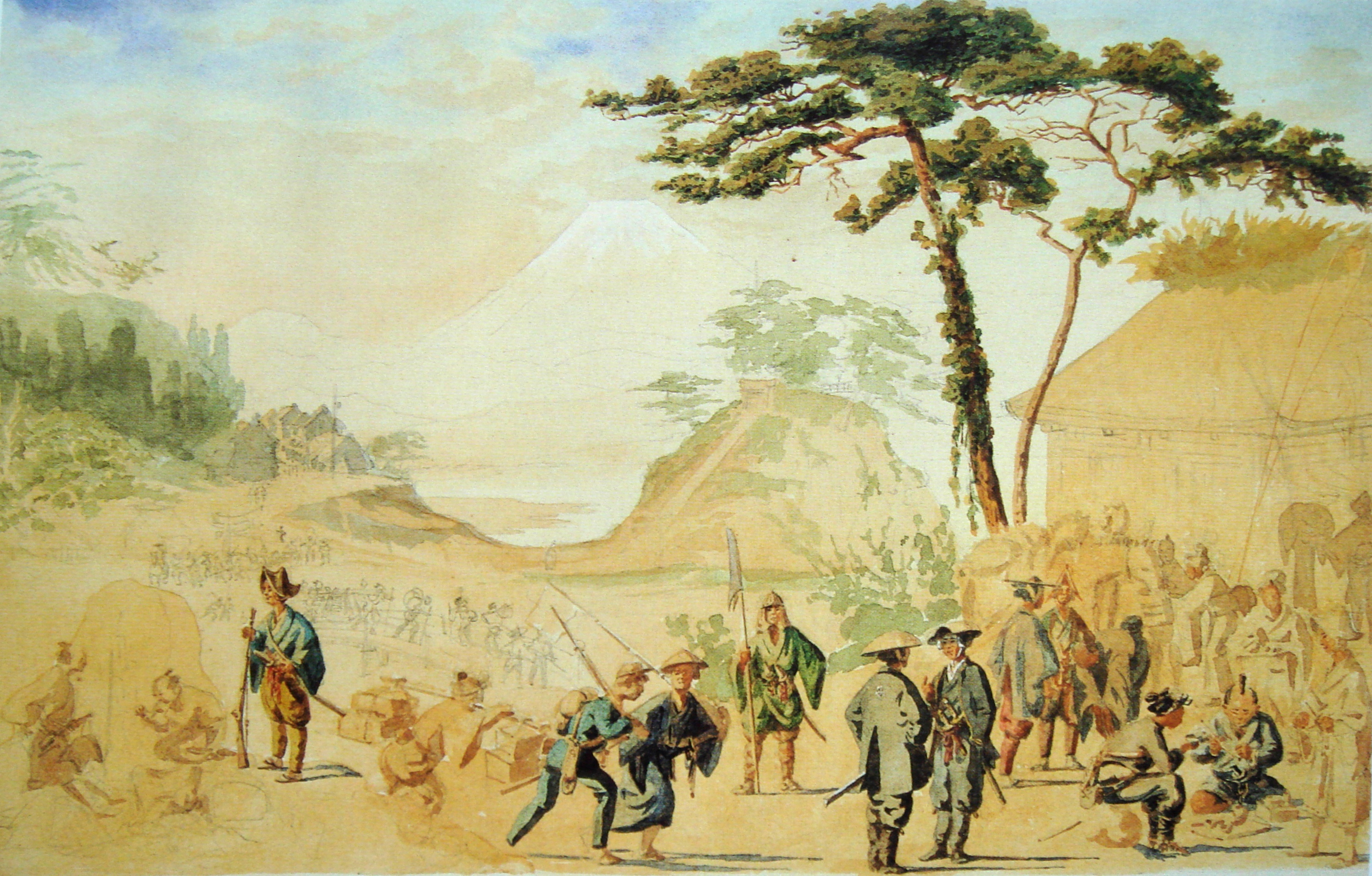
A Bakumacu korának sóguni katonái a Fudzsi közelében, 1867-ben. Jules Brunet francia tiszt rajza a japán és nyugati felszerelés eklektikus egyvelegét mutatja

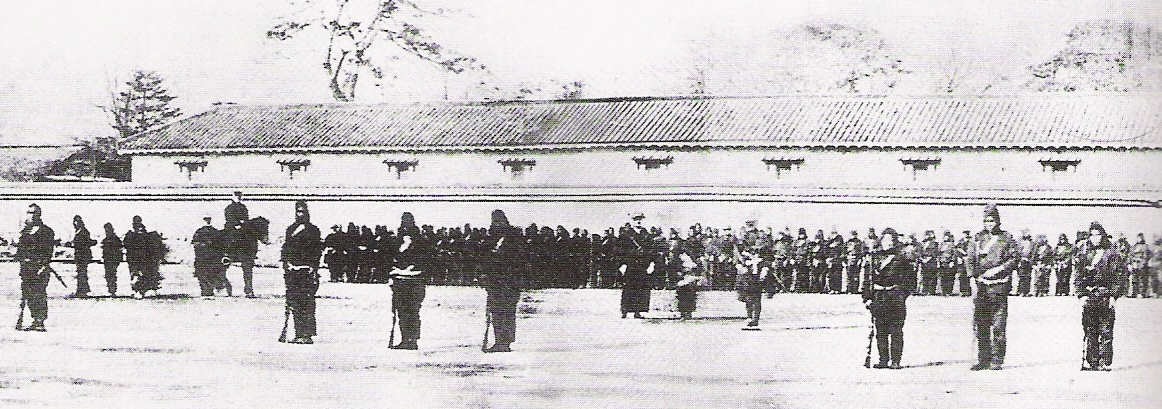
Franciák kiképzik a sógunátus katonáit

A nyugati hátultöltős puskák, huzagolt csövű ágyúk, modern hadihajók tűzerejét látva a japánok felismerték, hogy a modernizálás elengedhetetlen, és hozzáláttak a haderő újjászervezéséhez. A szamurájokat kötelezték a harcművészetek gyakorlásának befejezésére és a modern fegyverek használatának megtanulására, egyúttal közkatonákat kezdtek sorozni, ennek nyomán fegyverkezési verseny vette kezdetét. A kagosimai események ellenére Csósú igyekezett közelebb kerülni a britekhez és segítségükkel modernizálni kezdte haderejét és flottáját. Thomas Blake Glover skót kereskedő hadihajókat és lőfegyvereket adott el a déli hűbérbirtokoknak.
Amerikai és brit katonai szakértők, főleg leszerelt tisztek is részt vettek ezen erőfeszítésben. Harry Smith Parkes brit nagykövet a sógunátusellenes erőket támogatta, hogy egy legitim, egységes császári uralom jöjjön létre az országban, és hogy ellensúlyozza a francia befolyást a sógunátusban. Ez időszakban a déli japán vezetők, mint a szacumai Szaigó Takamori, a csósúi Itó Hirobumi és Inoue Kaoru személyes kapcsolatot tartottak fenn brit diplomatákkal, leginkább Ernest Mason Satow-val.
A sógunátus is igyekezett modernizálni erőit a későbbi konfliktusokra felkészülve. A britek, akik addig a sógunátus fő kereskedelmi partnerei voltak, Parkes szándékainak megfelelően vonakodtak segíteni. A Tokugavák így kizárólag csak a francia szaktudásra hagyatkozhattak. A sógunátus jelentős lépéseket tett, hogy egy erős modern haderőt hozzon létre: egy hadiflotta magvát, nyolc gőzhajtású hadihajót építettek meg az évek alatt, amely már ekkor a legerősebb volt az ázsiai országoké közül. Japán első modern haditengerészeti fegyvergyárát Léonce Verny francia mérnök vezetésével hozták létre 1865-ben Jokoszukában. 1867 januárjában megérkezett egy francia katonai misszió, hogy újjászervezzék a sógunátus haderejét és létrehozzák a Densútai elit haderőt, és az Amerikai Egyesült Államoktól meg kívántak vásárolni egy francia építésű páncélos hadihajót, a CSS Stonewallt, az amerikai polgárháború egyik relikviáját. Az amerikaiak visszatartották a hajót a külföldi hatalmak deklarált semlegessége miatt, de amikor ezt feloldották, a császári erőkhöz került, akik a Hokkaidónál folyó harcokban vetették be Kótecu névre keresztelve.

### Hatalmi változások

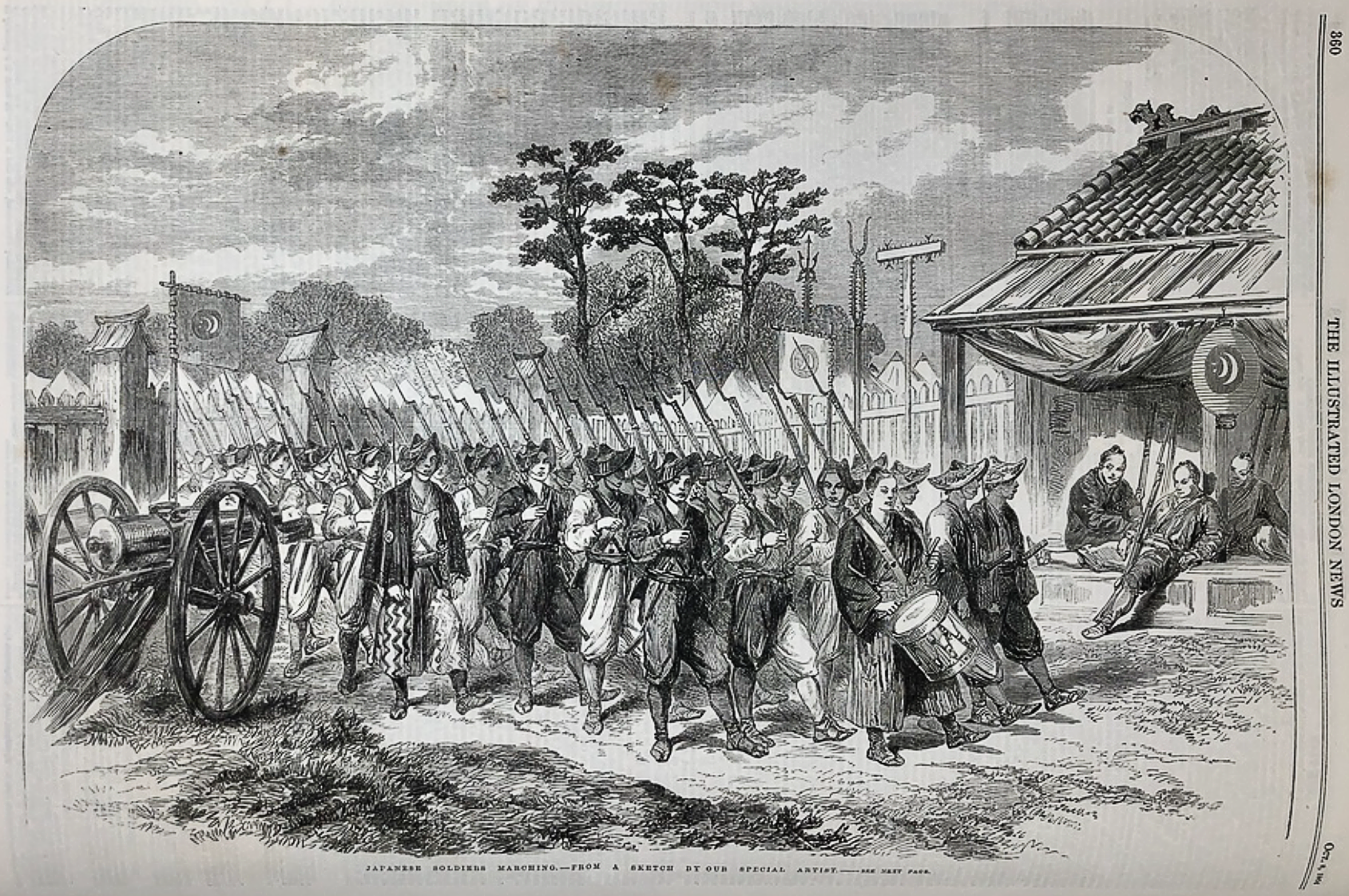
A bakufu katonái 1864-ben

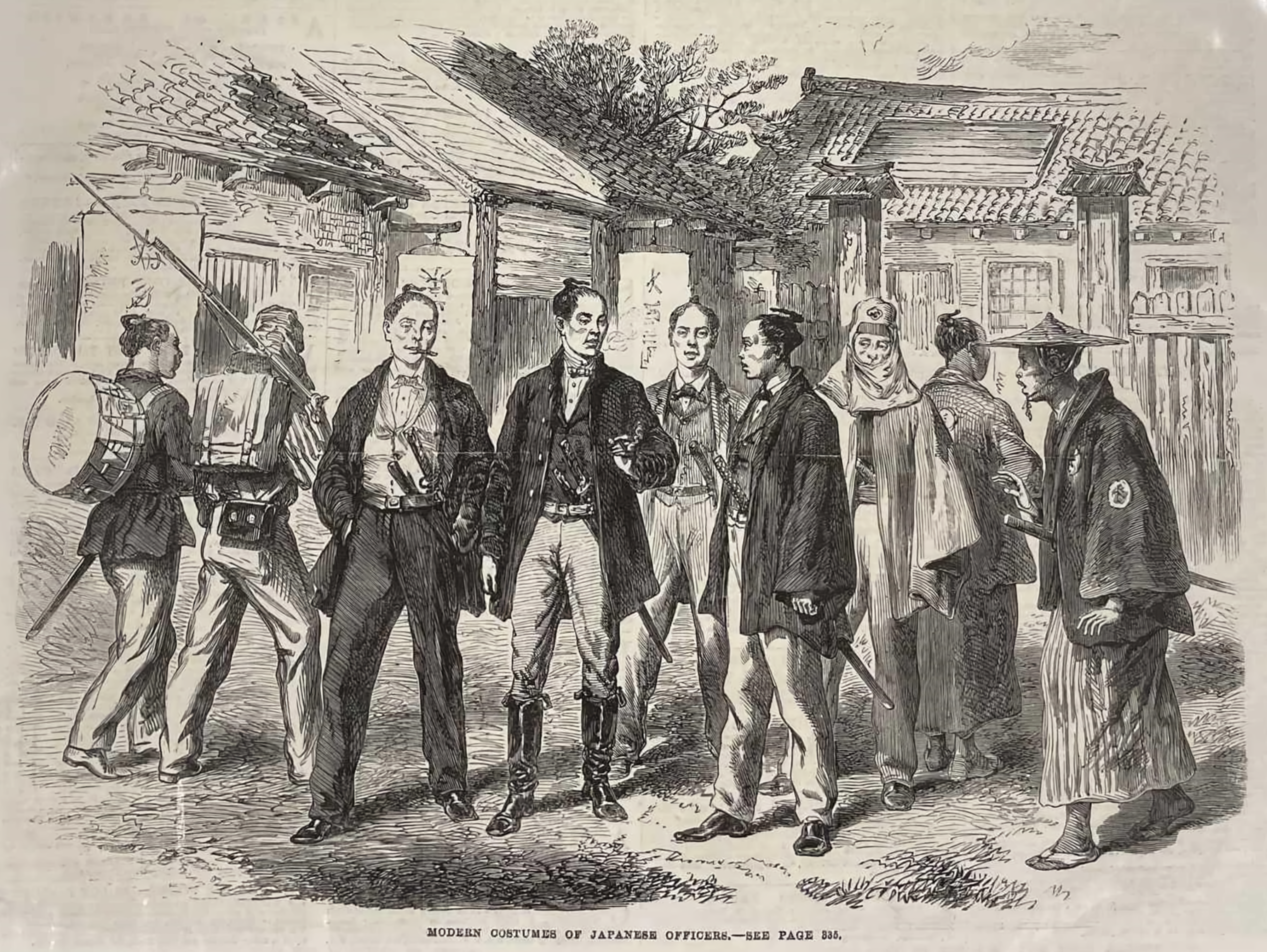
Szamurájok nyugati ruhákban

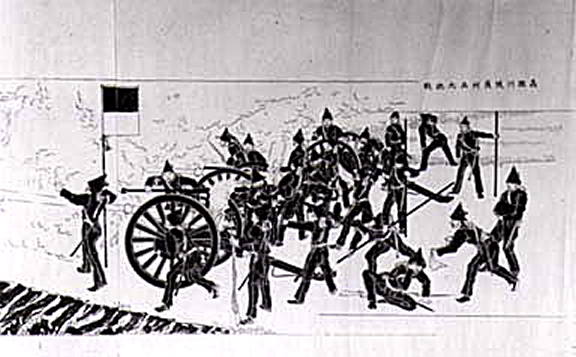
Szacumai üteg az 1860-as években

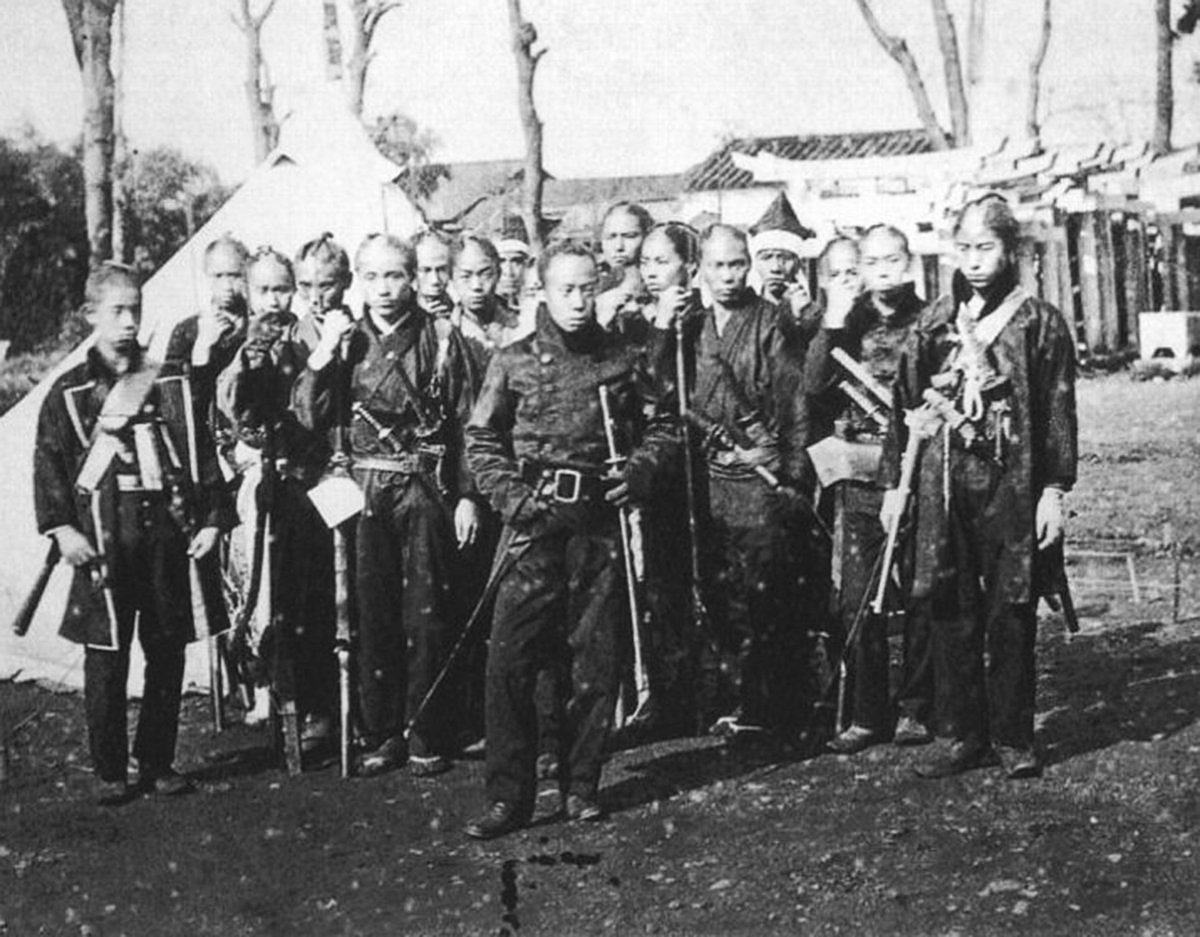
Japán katonák nyugati egyenruhákban

Az 1864 végén folytatott büntetőhadjárat miatt elmozdított csósúi tisztek néhány hónap múlva fellázadtak, és megszerezték az egész hűbérbirtok feletti irányítást. 1865-ben az edói kormányzat és a császári udvar bejelentette azon szándékát, hogy ismét büntetőhadjáratot vezessen a rebellis han ellen, ez azonban igencsak megosztó döntésnek bizonyult, főleg az alacsonyabb rangú daimjók, udvari előkelőségek és szamurájok ellenezték. A bejelentés arra indította Csósút, hogy titkos szövetségre lépjen Szacumával, a korábbi heves ellenségeskedés dacára. A megegyezést a toszai Szakamoto Rjóma segítségével sikerült elérni, és a felek megállapodtak egy hatpontos egyezményben, létrehozva a Szacuma–Csósú (röviden Szat-Csó) szövetséget. Ez a megállapodás a hadakozó fejedelemségek korát idézte a magukat önállósító területekkel. 1866 nyarán a sógunpárti erők vereséget szenvedtek a modern fegyverekkel felszerelt Csósútól, ami jelentős tekintélyvesztéssel járt és ideiglenes patthelyzetet idézett elő. 1866 végén először Tokugava Iemocsi sógun, majd Kómei császár is meghalt, utódjuk Tokugava Josinobu, illetve Meidzsi császár lett. Ezek az események elkerülhetetlenné tették az ideiglenes fegyverszünetet.
Eközben azonban lázasan folytatódott egy új, működőképesebb politikai rendszer keresése, így például a sógunátus néhány hivatalnoka felvetette a császár elűzését és a sógun által elnökölt központosított állam gondolatát. A hivatalnokokat megbüntették és eltávolították. A politikai kiútkeresés mellett tovább folytatódott a fegyverkezési verseny és a politikai manőverek. A sógunátus az ország átszervezésébe kezdett, nyugati mintára. Néhány kevésbé erős daimjó a megbékélés pártján állt, attól félve, hogy a polgárháborús helyzetet kihasználják a nyugatiak, ám 1867-re minden próbálkozásuk kudarcba fulladt.
1867. november 9-én Szacuma és Csósú császári parancsot hamisított Meidzsi nevében, amelyben „az áruló Tokugava Josinobu alattvaló megölésére” adtak ki utasítást. Ezt megelőzően azonban Josinobu a Tosza han daimjójának javaslatára önként átadta a hatalmat a császárnak, beleegyezve, hogy végrehajtja akaratát. A Tokugava-sógunátus ezzel véget ért. Miközben Josinobu lemondása űrt hozott létre a kormányzat legmagasabb szintjén, az államgépezet folytatta működését. Továbbá a sógunátus, és különösen a Tokugava család prominens erő maradt volna a létrejövő politikai rendszerben, és számos végrehajtó hatalmi funkciót megtartott volna, és Josinobu egy daimjótanács élén továbbra is vezető pozíciót töltött volna be az államban. Ezt a szacumai és csósúi keményvonalasok elfogadhatatlannak tartották.
1868. január 3-án ezért a csósúi és szacumai erők megszállták a kiotói császári palotát, és a következő nap a tizenöt éves Meidzsi bejelentette restaurációját a teljes állami hatalomra  (王政復古; ószei fukkó; Hepburn: ōsei fukko). Habár a császári tanácskozó gyűlés résztvevőinek többsége megelégedett volna az udvar által gyakorolt közvetlen uralom deklarálásával, és hajlott arra, hogy támogassa a folytatódó kollaborációt a Tokugavákkal az igazságos kormányzat (公議政体; kógiszeitai; Hepburn: kōgiseitai) koncepcióját követve, Szaigó Takamori fenyegetéssel rávette őket, hogy szüntessék meg a sóguni címet és kobozzák el Josinobu földjeit. Josinobu először elfogadta a követeléseket, de január 17-én már úgy nyilatkozott, hogy nem köti az udvar restaurációs proklamációja, és arra kérte őket, vonják azt vissza. Január 24-én Josinobu úgy döntött, támadást készít elő a szacumai és csósúi erők által ellenőrzött Kiotó ellen. A döntésre az indította, hogy tudomására jutott gyújtogatások sorozata Edóban, ami az edói vár külső védműveitől indult el. Ezért egy szacumai rónint tettek felelőssé, aki aznap megtámadott egy kormányzati irodát. A sógunátus azzal válaszolt, hogy megtámadta Szacuma edói rezidenciáját, ahol a sógunátus sok ellenfele bujkált és Takamori utasításai szerint problémákat okoztak. A hely leégett, és a bakufu sok ellensége halt meg vagy került később kivégzésre.

## Háború

### Kezdeti összecsapások
1868. január 27-én a sógunátus katonái megtámadták a csósúi és szacumai erőket Kiotótól délre, Tobánál és Fusiminál. A 15 000 fős sógunátusi haderő egy részét a franciák által kiképzett katonák tették ki, de többségük szamuráj volt. Bár a támadó sereg háromszoros túlerőben volt a védőkhöz képest, a csósúi és szacumai csapatok Minié-puskákkal, Armstrong-ágyúkkal és Gatling-géppuskákkal voltak felszerelve. A kezdeti eldöntetlen harcok után, a második napon a védőkhöz egy császári zászlót juttattak el, és a császár egy rokonát, Komacu Akihito herceget névlegesen főparancsnokká nevezték ki, így a védekező erőkből hivatalosan is császári haderő (官軍; Hepburn: kangun) lett. Továbbá az udvari emberek meggyőzésére számos helyi daimjó, akik addig a sógunhoz voltak hűségesek, átálltak a császári oldalra. Köztük volt Jodo han és Cu han daimjója is, ami a katonai erőviszonyokat a császári oldal javára billentette.
Február 7-én Tokugava Josinobu, a szacumai és csósúi cselekedeteihez adott császári jóváhagyástól csüggedten, Oszakából Edóba menekült a Kaijó Maru fedélzetén. Az ő menekülésétől és Jodo, valamint Cu átállásától demoralizálódott sógunátusi erők visszavonultak, ennek köszönhetően a harc a császáriak győzelmével végződött. Történt ez annak ellenére, hogy a sógunátusi erők közel voltak a győzelemhez, és már a védők is visszavonulásra készültek. Az oszakai vár is elesett egy nappal később, február 8-án (nyugati naptár szerint március 1-jén), ezzel véget ért a tobai–fusimi csata. Ezzel egy időben az Ava-öbölben sor került egy tengeri összecsapásra a sógunátusi és a szacumai hadihajók között. Ez volt Japán történelmének második összecsapása modern hadiflották között, ami a sógunpárti erők győzelmével végződött.
A diplomáciai események először a sógunátus előnyét hozták: a külföldi hatalmak követei Hjógo kikötőjében (a mai Kóbe) gyűltek össze február elején, és egy nyilatkozatot adtak ki, amelyben továbbra is a sógunátust ismerték el Japán egyetlen legitim kormányzatának. Josinobu remélte, hogy a külföldiek, különösen Franciaország fontolóra veszi majd a katonai beavatkozás lehetőségét az ő oldalán. Pár nappal később azonban császári követség érkezett a külföldi követekhez, bejelentve a sógunátus megszűnését, és a külföldieknek védelmet ígérve vállalták a kikötők megnyitását a megkötött szerződéseknek megfelelően. A követek végül elismerték az új kormányzatot.
Az ígéretek ellenére a külföldellenes hangulat tovább erősödött a konfliktus idején, és több támadásra is sor került. A Dupleix francia korvett 11 matrózát toszai szamurájok ölték meg, az esemény szakai incidens néven vált ismertté. Tizenöt nappal később Kiotóban szamurájok az utcán támadták meg Parkes brit nagykövetet.

### Edo kapitulációja
Február elején Léon Roches francia nagykövet segítségével a sógunátusi erők tervet dolgoztak ki arra, hogy megállítsák a császári haderő előrenyomulását Odavaránál, az Edó felé vezető utolsó stratégiai pontnál, de Josinobu ellenezte azt. A megdöbbent Roches lemondott a nagyköveti pozíciójáról. Parkes brit nagykövet hatására a külföldi hatalmak megállapodtak egy semlegességi egyezményben, amelynek értelmében egyetlen külföldi nagyhatalom sem avatkozhatott be vagy szállíthatott fegyvert a belső konfliktus végéig. A Szaigó által vezetett császári haderő folyamatosan nyomult előre észak felé. Kósú-Kacunumánál legyőzték a Sinszengumit, és annak elfogott vezetőjét, Kondó Iszamit nem sokkal később lefejezték. 1868 májusában bekerítették a bakufu központját, Edót is. A sógunátus haderejének parancsnoka, Kacu Kaisú feltétel nélkül letette a fegyvert előtte, így a bakufu fővárosát megkímélték a harcoktól. Tokugava Josinobu beleegyezése ellenére néhányan azonban folytatták az ellenállást, és mintegy 2000 sógunátusi katona  (彰義隊; sógitai; Hepburn: shōgitai) gyűlt össze az uenói templomban, de őket július 4-én legyőzte az uenói csatában Ómura Maszudzsiró.
Enomoto Takeaki, a sógun flottájának parancsnoka megtagadta a minden hajója átadására vonatkozó igényt. Csak négy hajót (köztük a Fudzsiszant) adott át, majd északra menekült a flotta nyolc gőzhajtású hadihajójával (Kaiten, Banrjú, Csijodagata, Csógei, Kaijó Maru, Kanrin Maru, Mikaho, Sinszoku) és a flotta 2000 fős legénységével, abban a reményben, hogy az északi daimjók segítségével ellentámadást indíthat. Az útra francia katonai tanácsadók is elkísérték, köztük Jules Brunet, aki otthagyta a francia hadsereget, csak hogy a lázadókkal tarthasson.

### Az északi szövetség folytatódó ellenállása
Miután Josinobu megadta magát és házi őrizetbe helyezték, Japán nagyobb része elfogadta a visszaállított császári uralmat, de északi daimjók egy csoportja a továbbra is ellenálló Aizukat támogatta. Májusban ők hozták létre a császári csapatokkal való szembeszállásra az északi hűbérbirtokok szövetségét (Óecu Reppan Dómei), főleg a Szendai, Jonezava, Aizu, Nagaoka birtokok katonáiból, mintegy 50 000 fős haderőt kiállítva. Egy császári herceget, Kitasirakava Josihiszát tették meg névleges vezetőnek, miután északra menekült Tokugava-lojalisták egy csoportjával, azzal a céllal, hogy Tóbu néven császárt csináljanak belőle.
Enomotok flottája augusztus 26-án kötött ki Szendaiban. Bár az északi szövetség hadereje nagy létszámú volt, elavult felszereléssel rendelkezett és a régi harci technikákra támaszkodott. A modern fegyverek ritkaságszámba mentek, és ezért az utolsó pillanatban tettek erőfeszítéseket ennek pótlására. Fából készítettek kőgolyókat tüzelő ágyúkat, amelyeket védelmi épületeken helyeztek el. Ezek négy-öt alkalommal tudtak tüzelni, mielőtt tönkrementek. Sikerült azonban vásárolniuk modern fegyvereket: két Gatling-géppuskát és 2000 modern puskát Henry Schnell német kereskedőtől.
Májusban Nagaoka daimjója jelentős veszteségeket okozott a császáriaknak a hokuecui csatában, de a vár május 19-én mégis elesett. A császári haderő folytatta az északi előrenyomulást, és a Bonari-hágói csatában vereséget mért a Sinszengumira, megnyitva az utat az aizuvakamacui vár felé. Októberben az aizui csatában ostrom alá vették, tarthatatlanná téve ezzel az északi szövetség pozícióját Szendaiban. A szövetség felmorzsolódott, és október 12-én Enomoto flottája még északabbra hajózott, Hokkaidóba. A flotta két hajóval bővült (Oe és Hóó, amelyeket Szendai még a sógunátustól kölcsönzött), és 1000 ember csatlakozott hozzá: sógunátusi katonák Ótori Keiszuke, Sinszengumi tagok Hidzsikata Tosizó és gerillaharcosok (jugekitai) Hitomi Kacutaró vezetése alatt, valamint további francia katonai tanácsadók (Fortant, Garde, Marlin, Bouffier).
A polgárháborúban győztes oldal eközben hozzálátott, hogy új fővárost keressen, miután Kiotó a merev udvari etikett miatt nem felelt meg céljaiknak. Előbb Oszaka merült fel lehetőségként, később a bukott bakufu fővárosa, Edo mellett döntöttek. Október 26-án Edo nevét Tokióra („Keleti főváros”) változtatták, és hivatalosan is kezdetét vette a Meidzsi-kor. Aizu ostroma a hónapban vette kezdetét, és az Aizuk által létrehozott Bjakkotai elnevezésű, fiatalokból álló egység tagságának csoportos öngyilkosságába torkollott, mikor a felszálló füst miatt azt hitték, hogy a várkastély elesett. Egy hónapig tartó harc után, november 6-án Aizu elismerte vereségét.

## Hokkaidói hadjárat

### Az Ezói Köztársaság születése

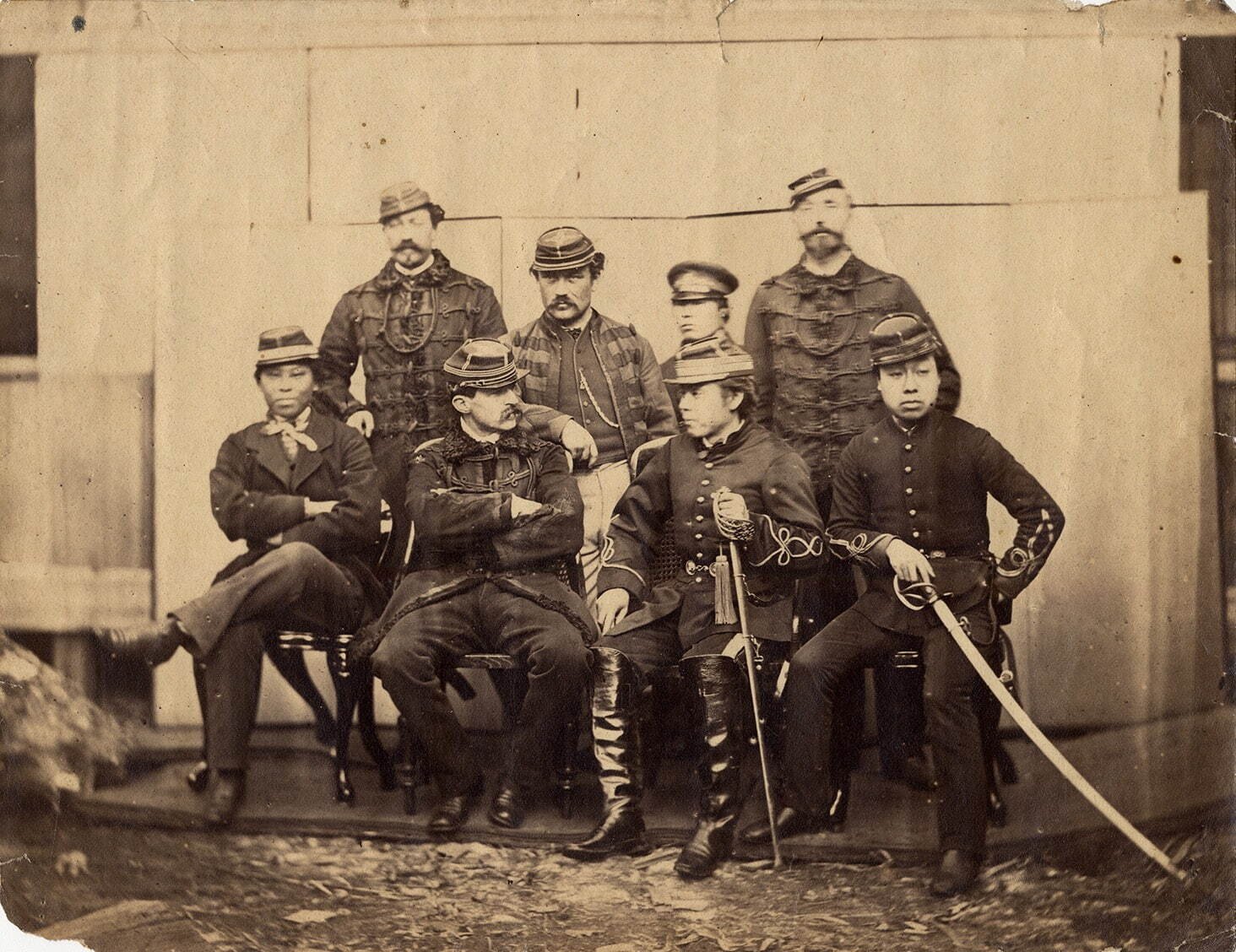
Japán tisztek és francia tanácsadóik, az Ezói Köztársaság alapítói

Enomoto Takeaki a honsúi vereség után északra hajózott flottájával, Hokkaidó szigetére, ahol francia tanácsadói segítségével kormányzatot kezdett szervezni. 1868. december 15-én Hakodatéban kikiáltották az önálló Ezói Köztársaságot. Az új állam kormányát az Amerikai Egyesült Államok mintájára hozták létre, és nagy többséggel Enomotót választották meg elnöknek. A fiatal köztársaság, amely az egyetlen volt Japán történelmében, megpróbált a hokkaidói követségeken keresztül nemzetközi elismertségre szert tenni az oroszoktól, a franciáktól és az amerikaiaktól, de egyetlen állam sem volt hajlandó erre. Enomoto felajánlotta, hogy a területet helyezzék a sógun irányítása alá, aki a császárnak engedelmeskedett volna, de ezt a Császári Kormányzótanács elutasította.
A tél folyamán a lázadók megerősítették a sziget déli részének védelmét, az újonnan épített Gorjókaku erődítménnyel. A rendelkezésre álló erőket közös francia–japán vezetés alá szervezték, és négy dandárra osztották, amelyeket egy-egy francia tiszt irányított. Ezeket még további két-két részre (tehát összesen nyolc fél-dandárra) osztották, amelyek felett japán tisztek parancsnokoltak. Ótori Keiszuke töltötte be a főparancsnoki pozíciót, helyettese pedig Jules Brunet francia katonai tanácsadó volt.

### Végső vereség és fegyverletétel

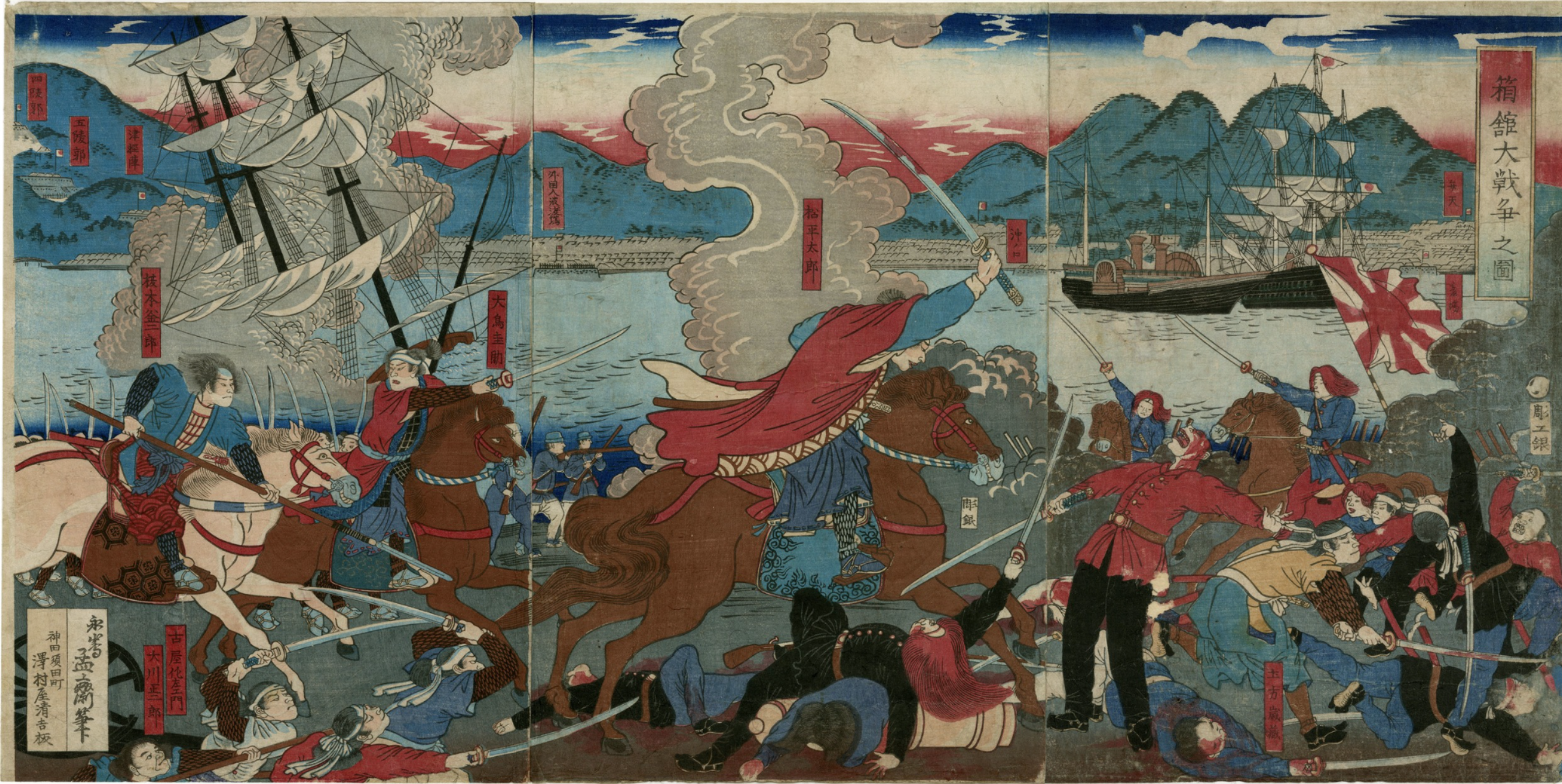
A hakodatei tengeri és szárazföldi összecsapás 1880-as, erősen romantizált ábrázolása. A lovasság az anakronisztikus szamurájruhákat viselő lázadó vezetőkkel az élen rohamoz, miközben egy hajó süllyed a háttérben. Fehér nadrágos francia katonák láthatók a lovasroham mögött. A császári katonák modern egyenruhát viselnek és egy modern csatahajó támogatását élvezik.

A császári haditengerészet március 20-án érte el Mijatót, de a flotta érkezését előre látó lázadók merész tervvel álltak elő, hogy megszerezzék a Kótecút. Hidzsikata Tosizó egykori Sinszengumi tag vezetése alatt három hajót küldtek meglepetésszerű támadásra, amely a Mijako-öbölbeli csata néven vált ismertté. Az ütközet a sógunpártiak számára kudarccal végződött, a rossz időjárás, a jelentkező motorhibák és a császári oldal által a hajóraszálló szamurájok ellen bevetett Gatling-géppuskák miatt.
A császáriak hamarosan konszolidálták helyzetüket a Japán főszigeten és 1869 áprilisában egy flottát és 7000 gyalogoskatonát küldtek északra, amely a hakodatei csata kezdete volt. A támadók fürgén nyomultak előre és legyőzték a lázadó flottát Japán történelmének első modern flották által vívott nagyméretű tengeri ütközetében, és ostrom alá vették a Gorjókaku erődöt, amelyet már csak 800 túlélő katona védett. A helyzet reménytelenségét látva a francia tanácsadók egy francia hajóra, a Coëtlogonra menekültek, amely visszaszállította őket Jokohamába és onnan Franciaországba. A japánok kérték az otthoni megbüntetésüket, de a tanácsadók működését Franciaországban olyan erős rokonszenv övezte, hogy erre nem került sor.
Enomoto elhatározta, hogy a végsőkig harcol, és ellenfelének, Kuroda Kijotakának küldte értékeit megőrzésre. Ótori azonban sikeresen rábeszélte a megadásra, azt mondva neki, hogy a vereség után tovább élni az igazán bátor út, míg „ha meg akar halni, bármikor megteheti”. Május 18-án került sor a fegyverletételre és Enomoto elfogadta Meidzsi császár uralmát. Az Ezói Köztársaság hivatalosan június 27-én szűnt meg.

## Következmények

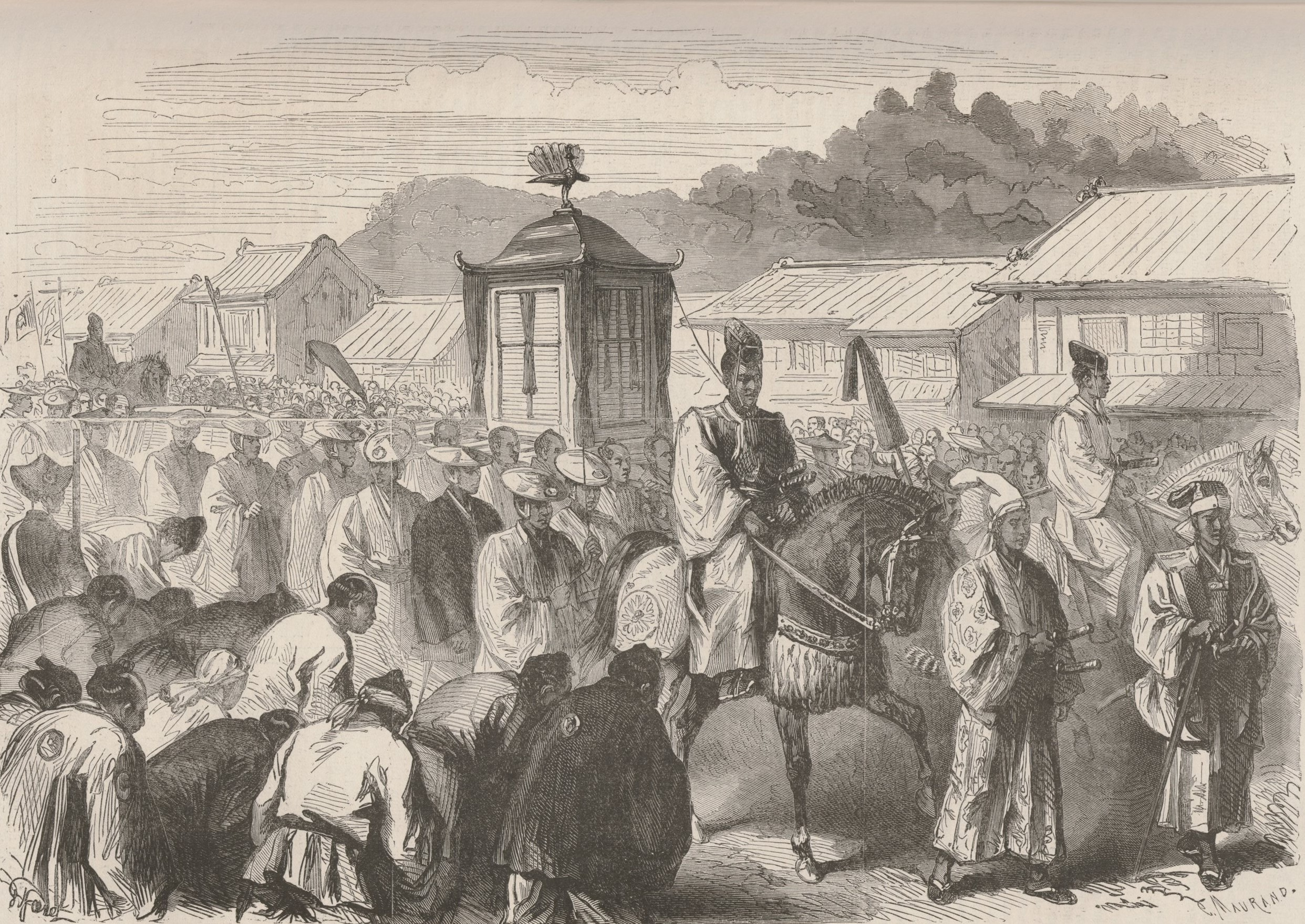
A 16 éves Meidzsi császár Kiotóból Tokióba költözik 1868 végén

A háború befejeztével az új kormányzat folytatta az ország egyesítését a kizárólagos, erős és legitim császári uralom alatt. A császári rezidenciát 1868 végén költöztették át Tokióba, az új fővárosba. A hűbérbirtokok katonai és politikai befolyását eredményesen szüntették meg, és helyükre prefektúrákat szerveztek, melyek kormányzóit már a császár nevezte ki. Jelentős reform volt még a szamurájok osztályának megszüntetése, ez többeknek lehetőséget adott adminisztratív, gazdasági vagy katonai pozíciókban való elhelyezkedésre, de sokakat nyomorba kényszerített. A győztes koalíció, Szacuma, Csósú és Tosza emberei, a győzelemben betöltött fontos szerepüknek köszönhetően hosszú időre a legtöbb fontos kormányzati pozíciót megszerezték. Ezt az új rendszert időnként nevezték Meidzsi oligarchiának is, amit a genró megjelölés bevezetésével hivatalossá is tettek. 1869-ben megépítették a Jaszukuni-szentélyt Tokióban, a háborúban elhunytak tiszteletére.
A volt sógun fanatikus hívei közül néhányat bebörtönöztek, és alig kerülték el a kivégzést. A kegyelem Szaigó Takamori és Ivakura Tomomi kitartásának volt köszönhető, és szerepet játszott benne Parkes brit nagykövet tanácsa is. Ernest Satow szavai szerint azzal igyekezett meggyőzni Szaigót, hogy „a keménység Keikivel [Josinobu] vagy a támogatóival szemben, különösen ha személyük megbüntetése útján történik, ártana az új kormány megítélésének az európai hatalmak szemében”. Két vagy három év börtönbüntetés után a legtöbbjüket az új kormányzat szolgálatára kérték fel, és sokan hatalmas karriert futottak be. Például Enomoto Takeaki később oroszországi és kínai nagykövet, valamint tengerészeti és oktatási miniszter lett.

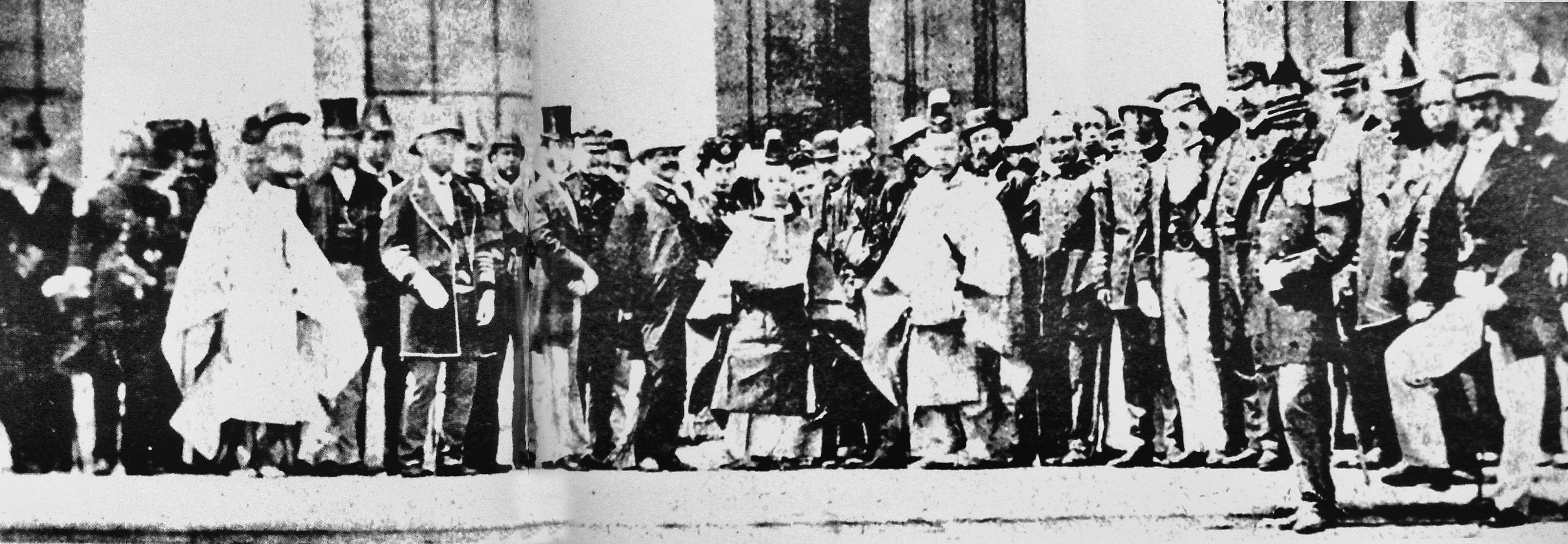
Meidzsi császár külföldi követeket fogad

A császáriak nem folytatták a külföldiek kiűzésére tett erőfeszítéseiket, ehelyett jóval progresszívabb politikát kezdtek folytatni, az állam modernizálását és a külfölddel kötött egyenlőtlen szerződések újratárgyalását célként kitűzve. Törekvésüket a „Gazdag ország, erős hadsereg” (富国強兵; fukoku kjóhei; Hepburn: fukoku kyōhei) mottója testesítette meg. A külföldiekkel való viszonyulásban változás a polgárháború kezdetén történt: 1868. április 8-án új jelzőtáblákat emeltek Kiotóban, majd később az egész országban, amelyek elutasították a külföldiek elleni erőszakot. A konfliktus ideje alatt Meidzsi császár személyesen fogadott európai követeket, kezdetben Kiotóban, majd később Oszakában és Tokióban. Hasonlóan példátlan volt Alfréd edinburghi herceg tokiói fogadása, amikor a császár a vérvonal szempontjából egyenrangúnak nevezte vendégét.

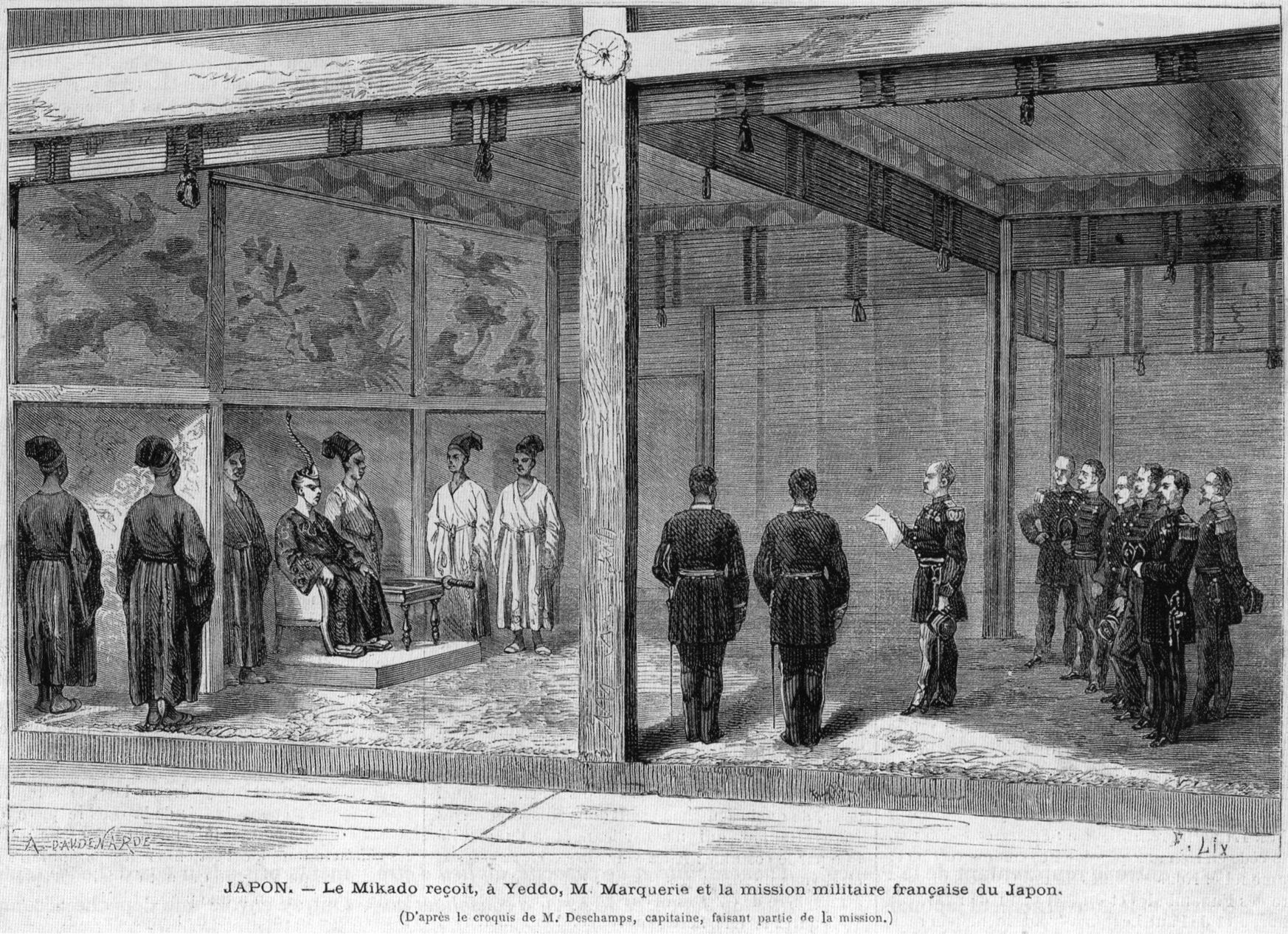
Meidzsi császár fogadja a második francia katonai misszió tagjait, 1872

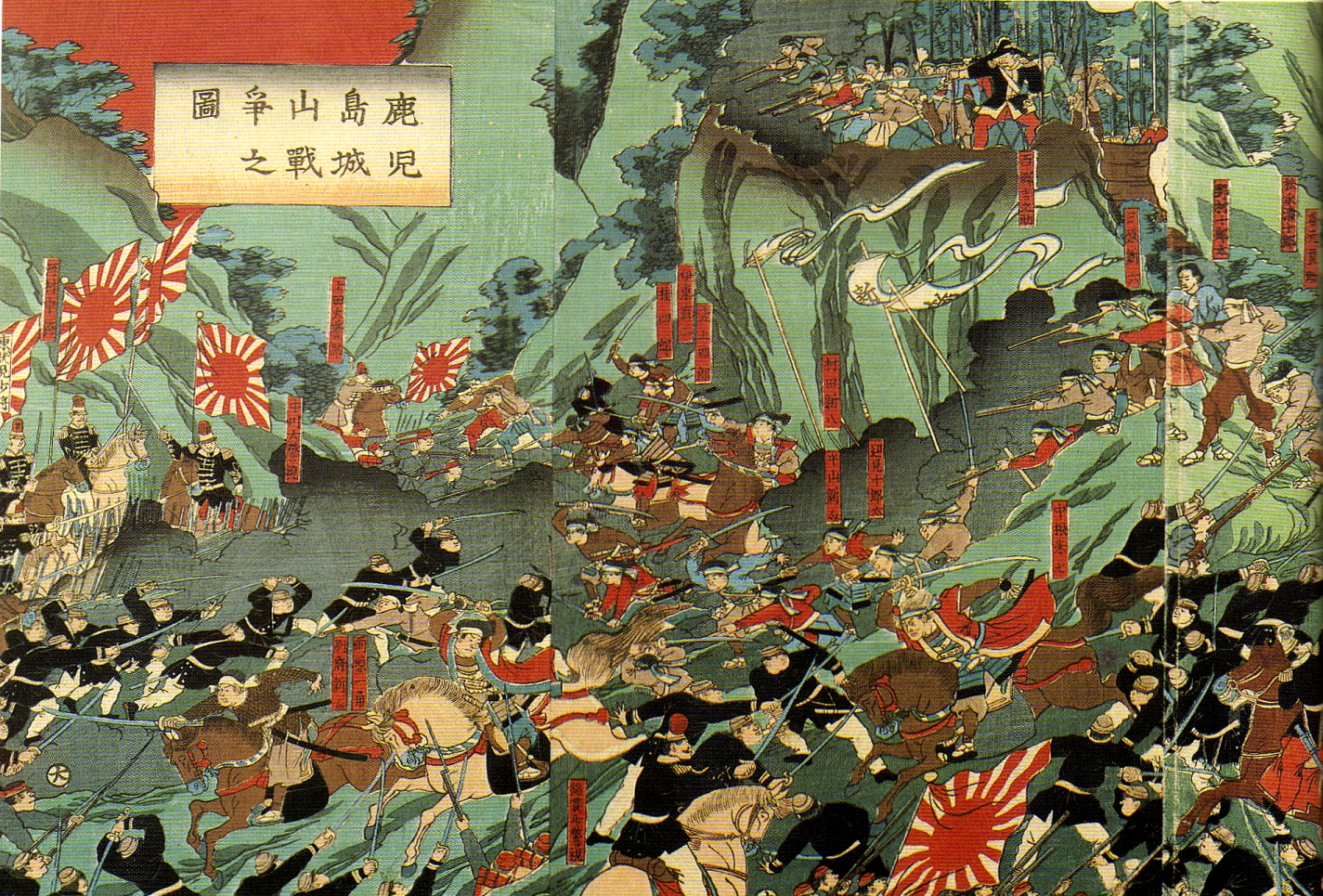
A szacumai felkelés utolsó ütközetének, a sirojamai csatának ábrázolása

Habár a korszakot a császári udvar és a külföldi hatalmak közötti viszony fokozatos javulása jellemezte, a Franciaországgal való kapcsolat átmenetileg megromlott a franciák által a sógunnak nyújtott kezdeti segítség miatt. Hamarosan azonban javulás következett be, amikor 1874-ben meghívták a második francia katonai missziót az országba, és a harmadikat 1884-ben. A magas szintű együttműködés 1886 körül folytatódott, amikor a franciák segítettek megépíteni a Japán Császári Haditengerészet első nagyméretű modern flottáját, Louis-Émile Bertin tengerészeti mérnök irányítása alatt. Az ország kiterjedt modernizálása valójában már a bakumacu korában kezdetét vette, és a Meidzsi-kormányzat hasonló álláspontra helyezkedett, azonban jóval inkább képes volt az egész országot e cél elérése érdekében mozgósítani, mivel modern és központi bürokráciával rendelkezett.
Koronázásakor Meidzsi kiadta ötcikkelyes esküjét, abban tanácskozó testüleket követelve, az egyszerű emberek számára nagyobb lehetőségeket ígérve, a múlt gonosz szokásait megszüntetve és a világ más részeiről ismereteket keresve, „hogy megerősítsék a császári uralom alapjait”. A Meidzsi-kormányzat kiemelkedő reformjai között volt a han rendszer 1871-es eltörlése, aminek következtében a feudális hűbérbirtokokat és örökletes vezetőjüket felváltotta a prefektúrarendszer, császár által kinevezett kormányzókkal. A reformok közé tartozott a kötelező oktatás bevezetése és a konfuciánus osztálykülönbségek eltörlése. A reformok betetőzésének az 1889-es porosz mintájú Meidzsi-alkotmány elfogadása tekinthető. Azonban a kezdeti reformokat, mint például az egyszerű származásúakból sorozott hadsereg létrehozását, az addigi díjazás megszüntetését és az örökletesség presztízsének elvesztését, amiket a császári udvarnak adott segítségük ellenére hoztak meg, a szamurájok számukra hátrányosként értékelték, és ez sokukat ellenségessé tette. A feszültség különösen délen volt nagy, ami az 1874-es szagai felkeléshez és egy 1876-os csósúi lázadáshoz vezetett. A külpolitikai nézeteltérések miatt a kormányból kilépő Szaigó Takamori vezetése alatt Szacumában a volt szamurájok 1877-ben kirobbantották a szacumai felkelést. A szamurájok kasztjának fenntartásáért és egy erényes kormányért harcolva szlogenjüknek az „új kormány, erős erkölcsök”-et (新政厚徳; sinszei kótoku; Hepburn: shinsei kōtoku) választották. A felkelés hősies, de megsemmisítő vereséggel végződött a sirojamai csatában.

## Felszerelés
Szacuma és Csósú hadereje teljesen modernizált volt, Armstrong-ágyúkkal, Minié-puskákkal és Gatling-géppuskákkal ellátva. A sógunátusi erők némileg híján voltak ezeknek a fegyvereknek, habár támaszkodhattak a franciák által kiképzett elit csapatokra. A sógun számíthatott még a szövetséges hűbérbirtokok támogatására, amelyek azonban nem feltétlenül voltak olyan fejlettek, így a sógunátus haderejében keveredtek a modern és a régi fegyverzetű egységek.

### Lőfegyverek

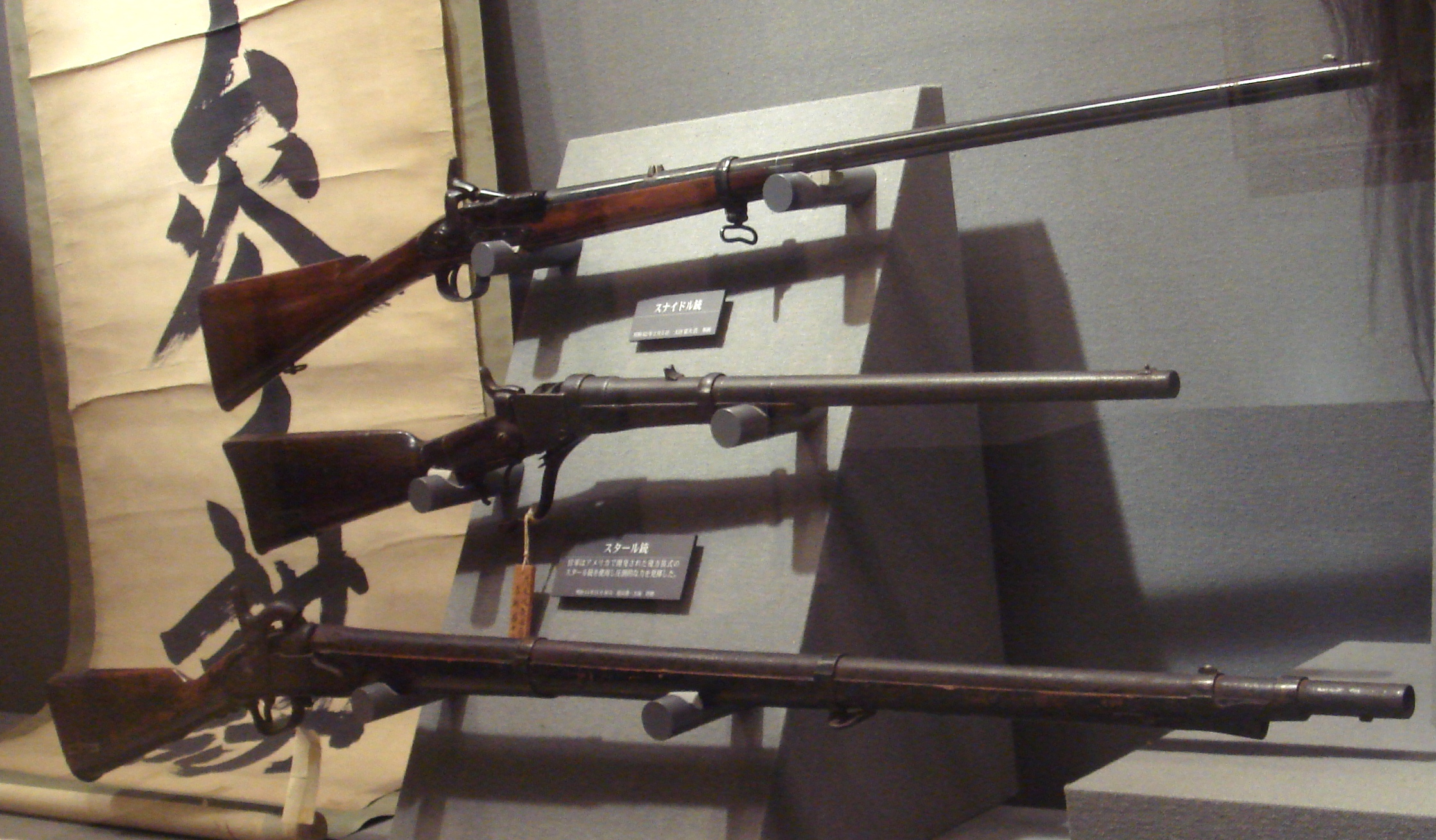
A Bosin-háború puskái. Fentről lefelé: Snider, Starr-karabély, Büchse.

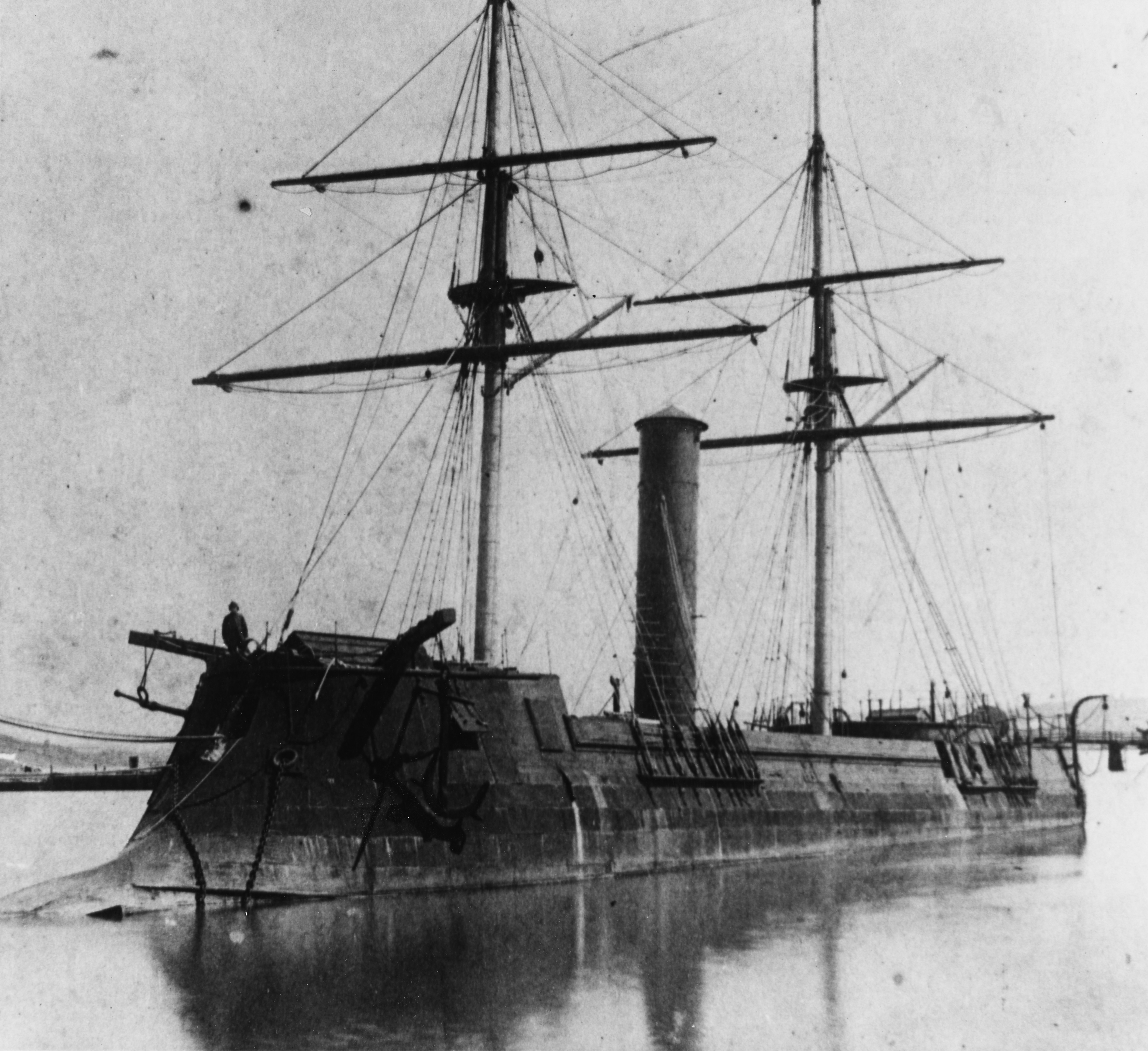
A francia építésű páncélozott csatahajó, a Kótecu

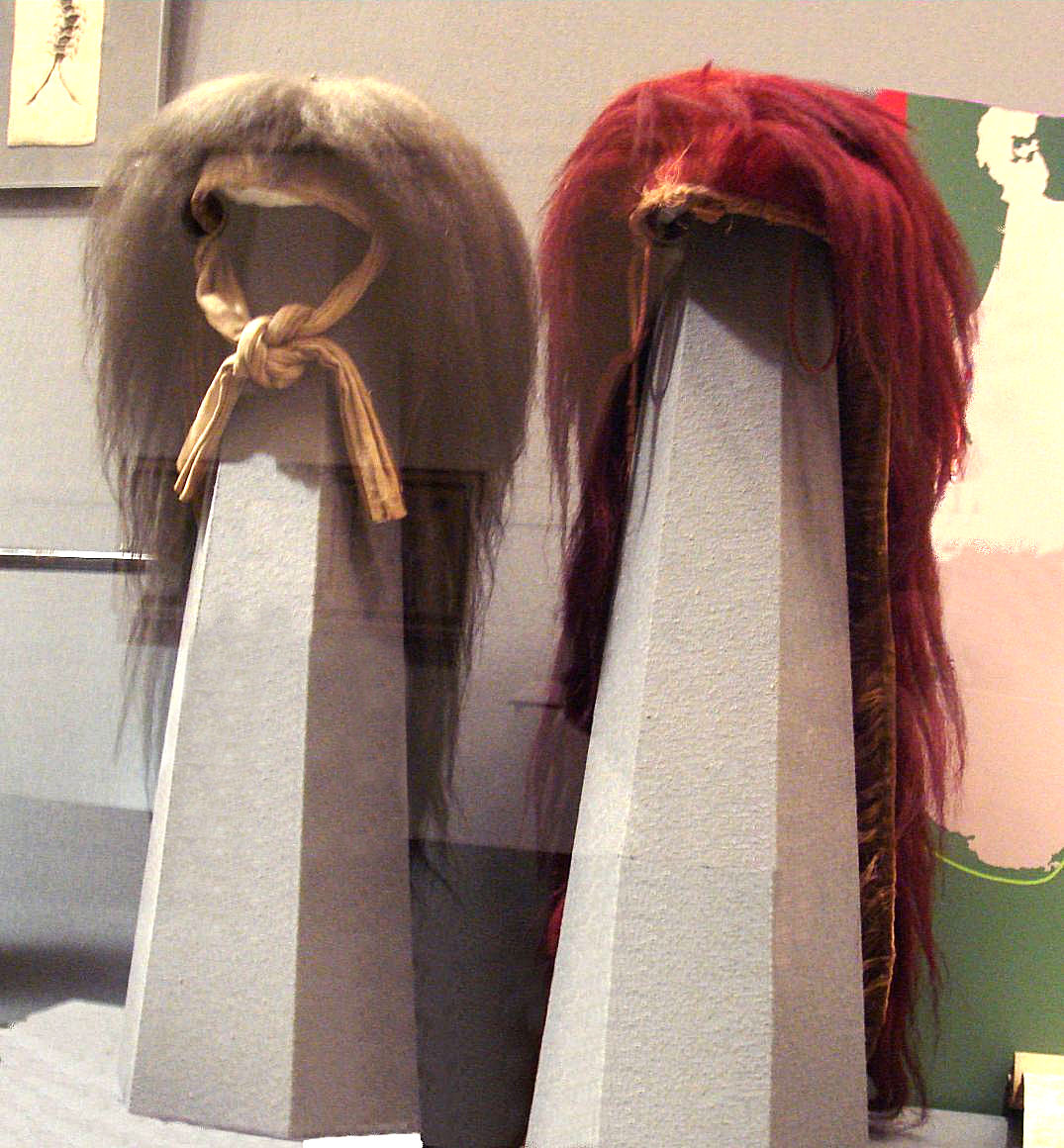
Haguma és saguma, a császári tisztek által használt paróka

Számos többé-kevésbé modern huzagolatlan csövű lőfegyvert importáltak az országba nyugatról, például Poroszországból, Franciaországból, Hollandiából, az Amerikai Egyesült Államokból és Nagy-Britanniából. Ezekkel párhuzamosan tradicionális lőfegyvereket is használtak, mint például a tanegasimákat. Az Egyesült Államok a nem sokkal korábban véget ért amerikai polgárháborúból visszamaradt nagyszámú fegyvert igyekezett eladni.
A Minié-puskát egy francia százados, Claude-Étienne Minié találta fel, és széles körben elterjedt volt Európában. Japánba 1862-ben jutott el brit közvetítéssel, és 500 méteres hatótávolsága jóval nagyobb volt bármely korábbi puskáénál. Ezekből Szacuma és Szaga tudott nagyobb számban vásárolni. Szacuma ezt megelőzően importált Büchse holland puskákat is átalakított, 9 centiméterrel lerövidítve a csövüket, mivel észrevették, hogy ettől nem csökken a használhatóságuk. 1856-ban létrehozott fegyvergyáruk 1500 puskacsövet, 500 gyutacsos puskát és 50 pisztolyt tudott gyártani. A hátultöltős Miniék azonban már túl bonyolultnak bizonyultak a hazai gyártáshoz, így külföldről vásárolták őket: a Bosin-háborút megelőzően Szacuma 7100-at, Csósú 11 000-et szerzett be. A sógunátus francia Chassepot-puskákra adott le rendelést, és mintegy 2000 darabot ajándékba kaptak III. Napóleon francia császártól. A konfliktus idején 218 000 nyugati puska volt az országban.
A holland Büchse puska 50 méteres hatótávolsággal rendelkezett, és lassan lehetett vele tüzelni (perceként két lövés). Főleg a sógunátusi és a velük szövetséges hűbérbirtokok hadseregében volt használatban. Ezek mellett azonban számos modern fegyvert is sikerült szerezniük: Nagaoka ura két Gatling-géppuskát és 9800 modern puskát vásárolt Schnell német kereskedőn keresztül. A sógunátus 30 000 Dreyse-puskára adott le rendelést. A bakufu haderejében a régi kovaköves puskák is használatban maradtak. A toszai katonák fejlettebb hátultöltő mechanizmussal rendelkező Snidereket is használtak az uenói csatában, és az északi hadjárat során amerikai gyártmányú Spencer-ismétlőpuskákat is. Amerikai pisztolyok is használatban voltak, mint például a Smith & Wesson Army No 2, amely a szacumaiaknál tett szert nagy népszerűségre.
A sógunátus mintegy 1000 ágyúval rendelkezett a háború idején, ezek közül 300 tábori ágyú volt. A sógunért harcoló oldalon használtak fából készült ágyúkat, amelyek csak pár lövés leadására voltak képesek, mielőtt tönkrementek volna, míg a császári oldal modern, robbanólövedékkel tüzelő Armstrong-ágyúkat vetett be.

### Hadihajók
Japánban Perry érkezését követően kezdtek el érdeklődni a gőzhajók iránt, ezek gyártását azonban nem lehetett rögtön elkezdeni. Ezért külföldről, például a hollandoktól, a poroszoktól és az amerikaiaktól vásároltak hajókat, korabeli áron 800 000 dollárt költve rájuk. 1862-ben a kor haditechnikájának legjobbjába, egy páncélozott csatahajóba is pénzt fektettek. Ez volt a franciák által épített Stonewall, amelyet 400 000 dollárért vettek meg az Egyesült Államoktól. Ez azonban a külföldiek által bejelentett semlegesség miatt nem érkezett meg a sógunátushoz, és később a császári erők kapták meg. 1866-ban nyolc gőzhajtású hadihajó és 25 egyéb gőzhajó volt a sógunátus birtokában, ezek megvásárlására 9 millió dollárt költöttek. Ennek megfelelően a konfliktus elején a sógunátus haditengerészete volt fölényben, azonban a hakodatei tengeri csata során végleges vereséget szenvedtek a császári flottától.

### Egyenruhák
A hadseregek modern, nyugati stílusú egyenruhákban csaptak össze a háború alatt. Leggyakoribb a fekete színű ruha volt, amelyhez területenként eltérő sisakokat viseltek, amelyekre a tisztek és hadvezérek a jelképüket is felfestették arany színnel. A katonák megkülönböztetésére egy szövetből készült jól látható azonosítót használtak, amelyet a kabátujjuk felső részén viseltek. Néhányan tradicionális öltözékben harcoltak, vagy ötvözték a tradicionális és az új ruhadarabokat. A császárpárti erők tisztjei gyakran színes parókát („medvehajat”) viseltek az egyenruhájuk részeként. A „vörös medve” (赤熊; saguma; Hepburn: shaguma) a toszai tisztek viselete volt, a „fehér medve” (白熊; haguma) a csósúiaké, míg a „fekete medve” (黒熊; koguma) a szacumaiaké.

## Későbbi ábrázolások
A modern összefoglalókban a Meidzsi-restaurációt „vértelen forradalom”-ként ábrázolják, amely Japán gyors modernizációjához vezetett. A Bosin-háború azonban azt mutatja, hogy a konfliktus igen erőszakos volt: 120 000 embert mozgósítottak, akik közül mintegy 3500 vesztette életét. A háború későbbi japán ábrázolása hajlott az erőteljes romantizálásra, ahol a sógunátusi erők a tradicionális módon harcoltak a már teljesen modernizált császári oldal ellen. Habár a hagyományos harci technikákat továbbra is használták, a háborúban mindkét fél bevetette a kor legmodernebb fegyvereit: hátultöltős puskákat, páncélos csatahajókat, géppuskákat, modern tüzérséget és a nyugati tanácsadóktól tanult harceljárásokat.
Sok japán feldolgozás született, a legkülönfélébb műfajokban. Például Aszada Dzsiró négykötetes regényt írt róla Mibu Gisi-den címmel. Az ebből készült filmadaptációt Takita Jódzsiró rendezte ugyanilyen címmel, magyarul Az utolsó kardvágás címet kapta. Tízórás dzsidaigeki televíziós sorozat is készült a regény alapján, főszerepben Vatanabe Kennel. Az ugyanezen műfajba tartozó 2001-es Gorjókaku című film a hokkaidói ellenállást mutatja be. Az eseményről animefeldolgozások is készültek, így például a Bakumacu Kikanszecu Irohanihoheto, amely részben a Bosin-háborút mutatja be, és a Ruróni Kensin, amely 10 évvel utána játszódik. A Ruróni Kensin első OVA-ja, a Cuiokuhen a háború idején játszódik, és annak számos eseményét bemutatja, mint például Szacuma edói rezidenciájának felgyújtása, vagy a Mijako-öbölbeli csatát. A Fuju no szemi, amely két szamuráj szerelméről szól, szintén ebben a korszakban játszódik, és a Mijako-öbölbeli csatát és a hokkaidói összecsapást mutatja be. Egyikük a Csósú hant szolgálja, a másik a sógunátus oldalán harcol.
A nyugati feldolgozások között az egyik legismertebb az Az utolsó szamuráj című játékfilm, Edward Zwick rendezésében. A filmben keverednek a Bosin-háború és a 10 évvel későbbi szacumai, illetve egyéb szamurájlázadások eseményei. A filmben bemutatják a japán haderő modernizációjának kezdetét és a külföldi tisztek ebben játszott szerepét, ami ezt a korszakot jellemezte, míg a lázadó szamurájok öngyilkos ellenállása Szaigó Takamorit idézi. Ezek között említhető még a Total War: Shogun 2 című videójáték önálló kiegészítője, a Fall of the Samurai, ami ebben a korban játszódik, és a Bosin-háború eseményeit dolgozza fel, köztük a történelmi ütközeteket is.

## Fordítás
Ez a szócikk részben vagy egészben  a   Boshin War című angol Wikipédia-szócikk ezen változatának fordításán alapul.  Az eredeti cikk szerkesztőit annak laptörténete sorolja fel. Ez a jelzés csupán a megfogalmazás eredetét és a szerzői jogokat jelzi, nem szolgál a cikkben szereplő információk forrásmegjelöléseként.